# De Kasteelgeesten
De Kasteelgeesten is een kinderprogramma van de "Dienst Jeugd BRT" van de Belgische zender BRT1. De reeks werd voor het eerst uitgezonden in 1981 en bestaat uit 1 seizoen van 13 afleveringen die elk 15 minuten duren. De bedenker van de serie was Mil Lenssens. Scenario's werden geschreven door Paul Ricour en Herman Vos. De muziek is van de hand van Bob Davidse en het titellied werd ingezongen door Marijn Devalck. Hoofdrollen worden gespeeld door Fonse Derre, Clemy van Outryve, Louis Vervoort, Lieve De Baes, Stefaan Danhieux en Niki De Meyer.

## Synopsis
Heer Halewijn en zijn vrouw Beatrijs wonen in een kasteeltje waar een schat verborgen ligt. De witte geesten Koekoek en Nachtegaal verkleden zich als bedienden om Halewijn en Beatrijs te helpen in de zoektocht naar deze schat. Daarbij bevrijden ze ongewild de kwaadaardige gele geesten Bok en Ros.

## Rolverdeling
| Acteur            | Personage       |
| ----------------- | --------------- |
| Francis Verdoodt  | verteller       |
| Fonse Derre       | heer Halewijn   |
| Clemy van Outryve | vrouwe Beatrijs |
| Louis Vervoort    | Bok             |
| Lieve De Baes     | Ros             |
| Stefaan Danhieux  | Koekoek         |
| Niki De Meyer     | Nachtegaal      |